# Alpenus geminipuncta
Alpenus geminipuncta là một loài bướm đêm thuộc phân họ Arctiinae, họ Erebidae.